# Kebutuhjurang
Kebutuhjurang is een bestuurslaag in het regentschap Banjarnegara van de provincie Midden-Java, Indonesië. Kebutuhjurang telt 3632 inwoners (volkstelling 2010).